# Дейзи Ридли
Дейзи Ридли (на английски: Daisy Ridley) е английска актриса, известна с водещата роля на Рей в поредицата Междузвездни войни – Силата се пробужда (2015), Последните джедаи (2017) и Възходът на Скайуокър (2019).
Израства в Лондон като дъщеря на фотограф и маркетингова директорка на HSBC. Има две по-възрастни сестри и две полусестри от предишни бракове на баща си. Благодарение на спечелена стипендия учи в Tring Park School for the Performing Arts в Хартфордшър от 8- до 19-годишна възраст. През 2013 г. прави телевизионния си дебют в сериала Casualty. През 2014 г. е избрана за ролята на Рей в поредицата Междузвездни войни.

## Филмография
- 2013: Casualty (сериал, Епизод 27x28)
- 2013: Lifesaver (късометражен филм)
- 2013: Blue Season (късометражен филм)
- 2013: Youngers (сериал, Епизод 1x05)
- 2013: Toast of London (сериал, Епизод 1x03)
- 2014: Silent Witness (сериал, 2 епизода)
- 2014: Mr Selfridge (сериал, 2 епизода)
- 2015: Scrawl
- 2015: Междузвездни войни: Епизод VII - Силата се пробужда (Star Wars: The Force Awakens)
- 2017 – 2018: Star Wars: Forces of Destiny (сериал, 8 епизода, гласът на Рей)
- 2017: Убийство в Ориент Експрес (Murder on the Orient Express)
- 2017: Междузвездни войни: Епизод VIII - Последните джедаи (Star Wars: The Last Jedi)
- 2018: Заекът Питър (Peter Rabbit, глас на морско свинче)
- 2018: Ophelia
- 2019: Междузвездни войни: Епизод IX - Възходът на Скайуокър (Star Wars: The Rise of Skywalker)
- 2021: Живият хаос (Chaos Walking)
- 2025: „Young Woman and the Sea“